# Epipremnum falcifolium
Epipremnum falcifolium és una espècie de planta amb flors del gènere Epipremnum i de la família de les aràcies (Araceae).

## Descripció
Epipremnum falcifolium és un trepador d'arrels molt gran de fins a 15 m. Les fulles del fullatge es distribueixen uniformement, les fulles inferiors cauen i, per tant, les fulles tendeixen a agrupar-se distalment. El pecíol és canaliculat, llis, verd fosc, s'asseca a l'aire de color marró pàl·lid a fosc. La làmina de la fulla és obliqua i el·líptica, lleugerament falcada, subcoriàcia a coriàcia, àpex agut, base desigual arrodonida, verd fosc brillant, assecat a l'aire fortament descolorida amb superfície adaxial de color marró fosc profund, superfície abaxial pàl·lida a marró mig vermellós.

## Distribució i hàbitat
L'àrea de distribució nativa d'aquesta espècie és a Borneo. És trepador i creix principalment al bioma tropical humit.

## Taxonomia
Epipremnum falcifolium va ser descrita per Heinrich Gustav Adolf Engler i publicat a Botanische Jahrbücher für Systematik, Pflanzengeschichte und Pflanzengeographie 25: 11, a l'any 1898.
Etimologia
Epipremnum: nom genèric de dues paraules gregues ἐπί (damunt) i πρέμνον (soca).
falcifolium: epítet llatí que significa "fulles en forma de falç".